# Comité Europeo de Normalización

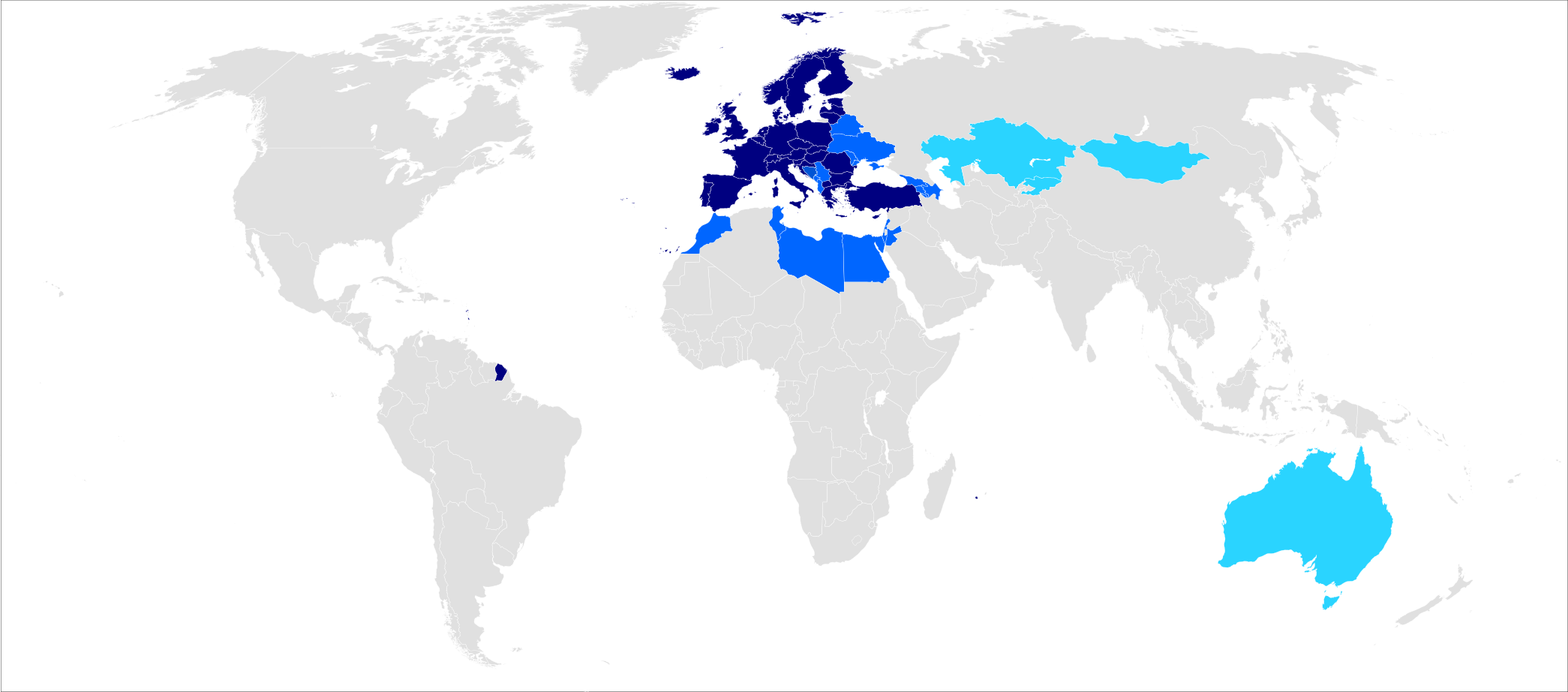
miembros
afiliados
socios de los cuerpos de estandardización

El Comité Europeo de Normalización (en francés: Comité Européen de Normalisation; CEN) es una organización no lucrativa privada y no gubernamental cuya misión es fomentar la economía europea en el negocio global, el bienestar de ciudadanos europeos y el medio ambiente proporcionando una infraestructura eficiente a las partes interesadas para el desarrollo, el mantenimiento y la distribución de sistemas estándares coherentes y de especificaciones. 
El CEN fue fundado en 1961. Sus treinta y tres miembros nacionales (año 2015) trabajan juntos para desarrollar los estándares europeos (EN) en varios sectores para mejorar el entorno del mercado único europeo para mercancías y servicios y para colocar a Europa en la economía global. Más de 60 000 expertos técnicos así como federaciones de negocios, consumidores y otras organizaciones sociales interesadas están implicadas en la red del CEN que alcanza sobre 460 millones de personas. CEN es el representante oficialmente reconocido de la normalización de todos los campos a excepción de electrotécnico (CENELEC) y las telecomunicaciones (ETSI). Los cuerpos de estandarización de los países del Espacio Económico Europeo, están representados los veintisiete Estados miembro de la Unión Europea (UE), tres países de la Asociación Europea de Libre Comercio (AELC) y los países candidatos a la UE y a la AELC. [cita requerida]
CEN está contribuyendo a los objetivos de la Unión Europea y el Espacio Económico Europeo con estos estándares técnicos voluntarios que promueven libre comercio, la seguridad del trabajador y los consumidores, interoperabilidad de redes, protección del medio ambiente, investigación y desarrollo de programas, y público. [cita requerida]

## Países que integran el CEN
Miembros
- Alemania, Austria, Bélgica, Bulgaria, Chipre, República Checa, Croacia, Dinamarca, Eslovaquia, Eslovenia, España, Estonia, Finlandia, Francia, Grecia, Hungría, Islandia, Irlanda, Italia, Letonia, Lituania, Luxemburgo, Macedonia, Malta, Países Bajos, Noruega, Polonia, Portugal, Reino Unido, Rumanía, Suecia, Suiza y Turquía.

Países afiliados
- Albania, Armenia, Azerbaiyán, Bielorrusia, Bosnia y Herzegovina, Egipto, Georgia, Israel, Jordania, Líbano, Libia, Moldavia, Montenegro, Marruecos, Serbia, Túnez y Ucrania.

Socios de los cuerpos de estandarización
- Australia, Kazajistán, Kirguistán y Mongolia.